# Montgomery County, New York
Montgomery County är ett administrativt område i delstaten New York, USA, med 50 219 invånare. Den administrativa huvudorten (county seat) är Fonda.

## Geografi
Enligt United States Census Bureau har countyt en total area på 1 063 km². 1 049 km² av den arean är land och 14 km² är vatten.

### Angränsande countyn
- Fulton County, New York - nord
- Saratoga County, New York - öst
- Schenectady County, New York - öst
- Schoharie County, New York - syd
- Otsego County, New York - sydväst
- Herkimer County, New York - väst